# Jiří Zmatlík
Jiří Zmatlík (10 aprile 1921 – 31 ottobre 2003) è stato un calciatore cecoslovacco, di ruolo attaccante.

## Carriera

### Nazionale
Il 7 aprile 1946 debutta contro la Francia (3-0).

## Palmarès

### Club

#### Competizioni nazionali
- Campionato cecoslovacco: 1

Sparta Praga: 1945-1946